# Vecchiano
Vecchiano är en ort och kommun i provinsen Pisa i regionen Toscana i Italien. Kommunen hade 12 068 invånare (2018).